# Blaine (Minnesota)
Blaine és una població dels Estats Units a l'estat de Minnesota. Segons el cens del 2000 tenia 61.942 habitants.

## Demografia
Segons el cens del 2000, Blaine tenia 44.942 habitants, 15.898 habitatges, i 12.177 famílies. La densitat de població era de 512 habitants per km².
Dels 15.898 habitatges en un 41,1% hi vivien nens de menys de 18 anys, en un 61,1% hi vivien parelles casades, en un 11,1% dones solteres, i en un 23,4% no eren unitats familiars. En el 17% dels habitatges hi vivien persones soles el 3,3% de les quals corresponia a persones de 65 anys o més que vivien soles. El nombre mitjà de persones vivint en cada habitatge era de 2,82 i el nombre mitjà de persones que vivien en cada família era de 3,19.
Per edats la població es repartia de la següent manera: un 29,1% tenia menys de 18 anys, un 8,7% entre 18 i 24, un 34,8% entre 25 i 44, un 22% de 45 a 60 i un 5,3% 65 anys o més.
L'edat mediana era de 33 anys. Per cada 100 dones de 18 o més anys hi havia 98,1 homes.
La renda mediana per habitatge era de 59.219 $ i la renda mediana per família de 63.831 $. Els homes tenien una renda mediana de 40.620 $ mentre que les dones 30.452 $. La renda per capita de la població era de 22.777 $. Entorn del 2,1% de les famílies i el 3% de la població estaven per davall del llindar de pobresa.

## Poblacions més properes
El següent diagrama mostra les poblacions més properes.